# Junkerkuppe

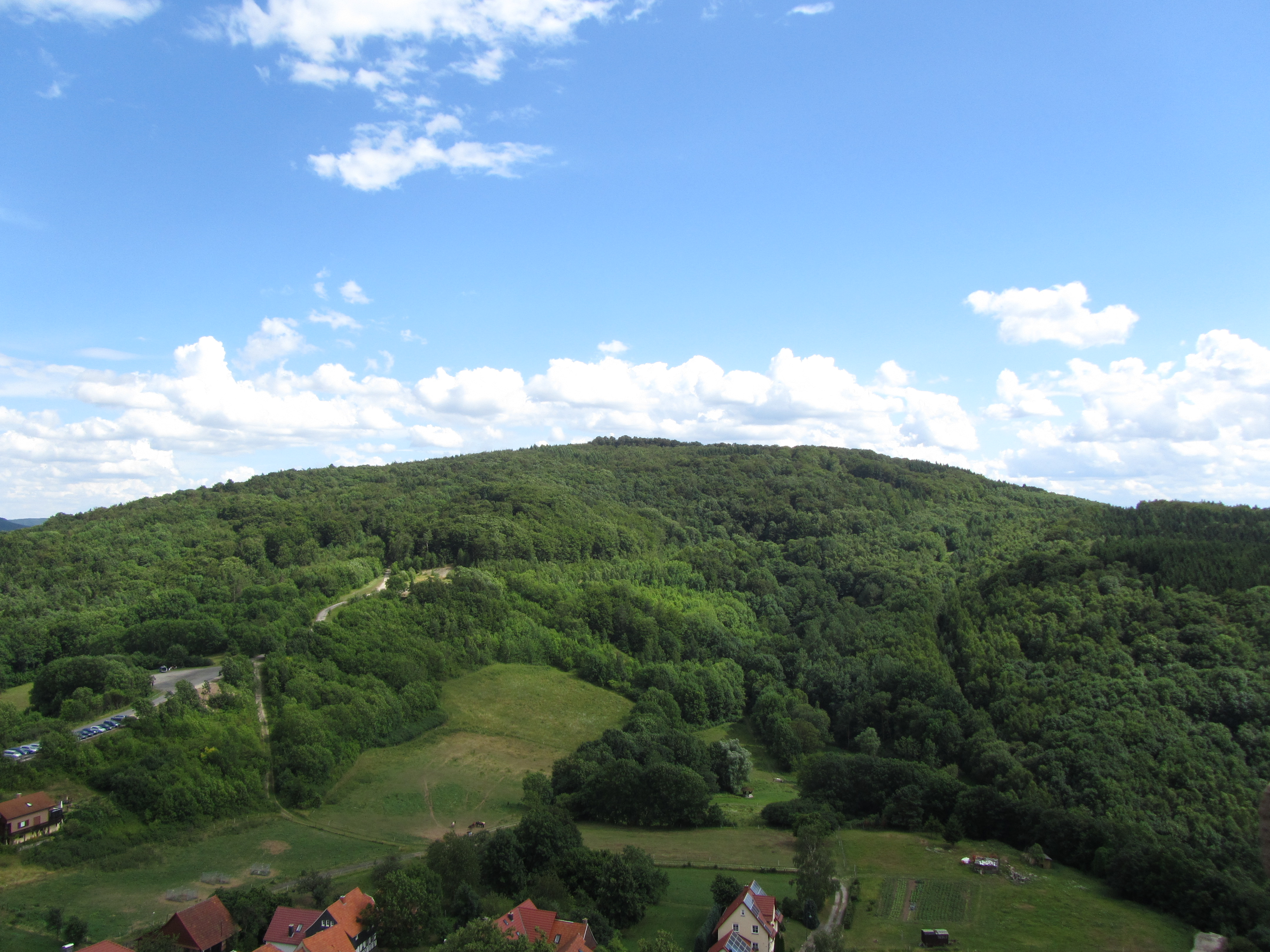
Blick vom Nordturm der Burgruine Hanstein südostwärts zur Junkerkuppe

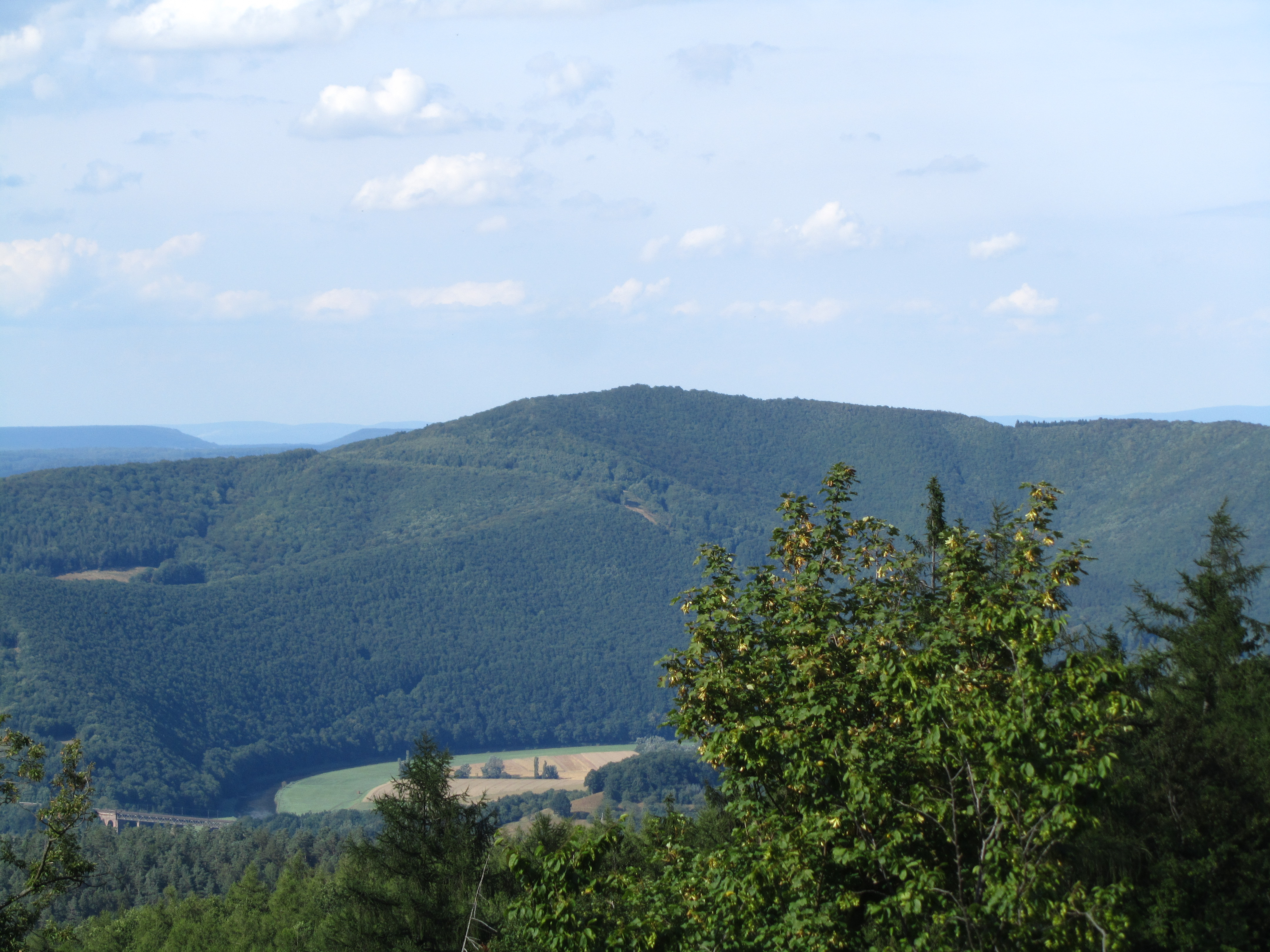
Blick vom Roßkopfturm (AT) nach Nordnordosten zur Junkerkuppe; links unten die Werrabrücke der Bahnstrecke Göttingen–Bebra bei Oberrieden

Die Junkerkuppe nahe Rimbach im thüringischen Landkreis Eichsfeld ist mit 510,7 m ü. NHN der höchste Berg des Höhenzugs Höheberg im Obereichsfeld. Vor Ort befinden sich die Teufelskanzel (Sandsteinfels), mit Blick von dort auf die Werraschleife bei Lindewerra, und die Alte Burg (Burgstall).

## Geographie

### Lage
Die Junkerkuppe erhebt sich jeweils im Nordwesten des Naturparks Eichsfeld-Hainich-Werratal und des bewaldeten Höhenzugs Höheberg. Ihr Gipfel liegt im Gemeindegebiet von Bornhagen auf dem Hauptkamm des Höhebergs, 500 m östlich der Grenze zum nordhessischen Werra-Meißner-Kreis bei Werleshausen, 1 km südöstlich von Rimbach (zu Bornhagen), 1,2 km westsüdwestlich von Rothenbach (Gerbershausen) und 2 km nördlich von Lindewerra (Stockmacherdorf; Ortsgemeinde). Über die Hochlagen südlich vom Gipfel verläuft die Gemeindegrenze von Bornhagen und Lindewerra. Die nächstgelegene Stadt ist das knapp 7 km südsüdöstlich gelegene Bad Sooden-Allendorf (Hessen), und die Kreisstadt Heilbad Heiligenstadt (Thüringen) liegt knapp 14 km (jeweils Luftlinie) ostnordöstlich.

### Gewässer
Nach Südsüdwesten fällt die Landschaft der Junkerkuppe steil zur bei Lindewerra gelegenen Werraschleife ab. Auf dieser Südflanke entspringt ein kurzer Bach mit mehreren Quellen, der durch das Tal Kelle verläuft und in die Werraschleife mündet. Auf ihrer Nordwestflanke entspringt der kleine Friesenbach als östlicher Zufluss des Siesterbachs, der direkt nach Durchfließen des nahen Werleshausen in die Werra mündet, eine weitere Quelle befindet sich im Bereich der Alten Burg. An der Nordostflanke des Berges gibt es kleinere Quellarme, die zum Oberlauf des Steinsbaches bei Gerbershausen führen, welcher bei Marth in die Leine mündet.

### Naturräumliche Zuordnung
Die Junkerkuppe gehört in der naturräumlichen Haupteinheitengruppe Osthessisches Bergland (Nr. 35) und in der Haupteinheit Unteres Werrabergland (358) zur Untereinheit Höheberg (358.6).

### Berghöhe
Die Höhe der 510,7 m hohen Junkerkuppe wird normalerweise mit etwa 511 m angegeben. Auf manchen topographischen Karten ist in Gipfelnähe eine 508,9 m hohe Stelle zu finden, weswegen die Berghöhe teils mit nur rund 510 m angegeben wird.

## Schutzgebiete
Südlich der Junkerkuppe liegt in Thüringen das Naturschutzgebiet (NSG) Kelle-Teufelskanzel (CDDA-Nr. 164048; 1996 ausgewiesen; 2 km² groß), an das sich westlich in Hessen das NSG Harthberg (CDDA-Nr. 163534; 1993; 39 ha) anschließt. Auf dem Berg befinden sich Teile des Landschaftsschutzgebiets Obereichsfeld (CDDA-Nr. 390325; 2009; 384,96 km²). Das zuerst genannte NSG ist außerdem als Fauna-Flora-Habitat-Gebiet Kelle-Teufelskanzel (FFH-Nr. 4625-303; 2 km²) ausgewiesen, und westlich davon ist das zuletzt erwähnte NSG ein Teil des FFH-Gebiets Werra- und Wehreland (FFH-Nr. 4825-302; 244,81 km²). Auf der Junkerkuppe liegt zudem ein Teil Vogelschutzgebiets Werrabergland südwestlich Uder (VSG-Nr. 4626-420; 84,33 km²).

## Teufelskanzel

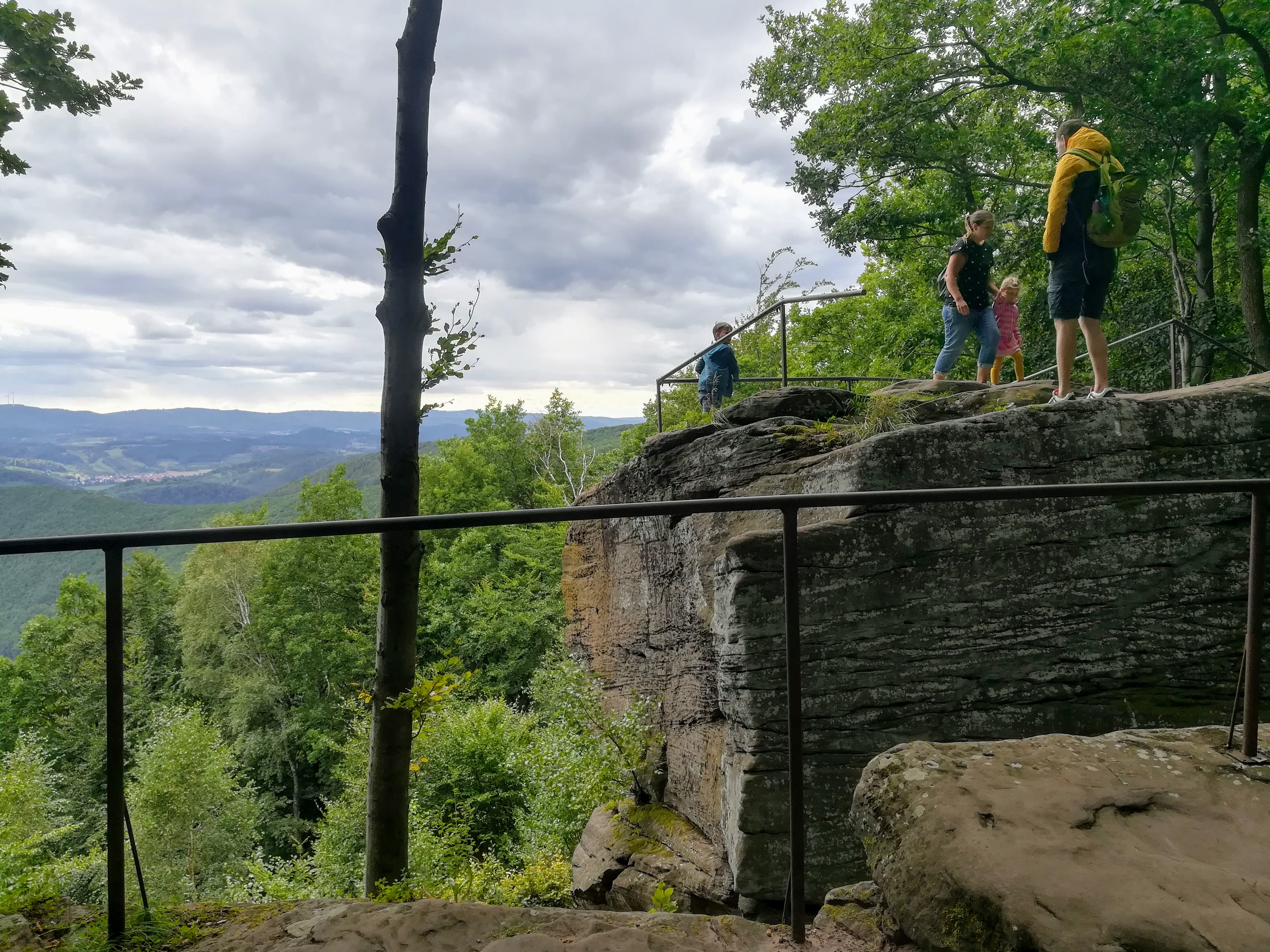
Teufelskanzel: Sandsteinfels an der Junkerkuppe, oberhalb von Lindewerra

Etwa 1,1 km südsüdöstlich des Junkerkuppengipfels, in Richtung des an der Werra gelegenen Lindewerra, liegt im Wald auf etwa 452 m Höhe der sagenumwobene Sandsteinfelsblock Teufelskanzel. Von dort fällt der Blick insbesondere hinab auf die Werraschleife mit den Dörfern Lindewerra (in Thüringen) und Oberrieden, zum Hohen Meißner und zum Kaufunger Wald (alle in Hessen). Nahe dem Fels steht das zu Lindewerra gehörende Waldgasthaus Teufelskanzel.

## Lindewerrablick
Etwa 600 m südsüdwestlich des Junkerkuppengipfels liegt im Bereich der früher westlich vom Berg verlaufenden innerdeutschen Grenze auf etwa 400 m Höhe der Aussichtspunkt Lindewerrablick, der sich wie die Teufelskanzel oberhalb der Werraschleife bei Lindewerra befindet – jedoch dem Fluss abwärts folgend etwas weiter in Richtung Oberrieden. Anders als von der Teufelskanzel, von wo aus wegen belaubter Baumkronen im Blickvordergrund Lindewerra nicht komplett einsehbar ist, fällt der Blick von dort auf das gesamte Dorf. Im Jahr 2022 wurde an der Stelle ein für 65.000 Euro errichteter Aussichtsturm eingeweiht. Der Aussichtspunkt Lindewerrablick wird auch Ministerblick genannt, da hier im Jahr 1984 der damalige Verteidigungsminister der DDR Heinz Hoffmann seinem Amtskollegen aus Nordkorea Möglichkeiten zur Grenzbefestigung in schwierigem Gelände zeigen wollte.

## Geschichte

### Alte Burg

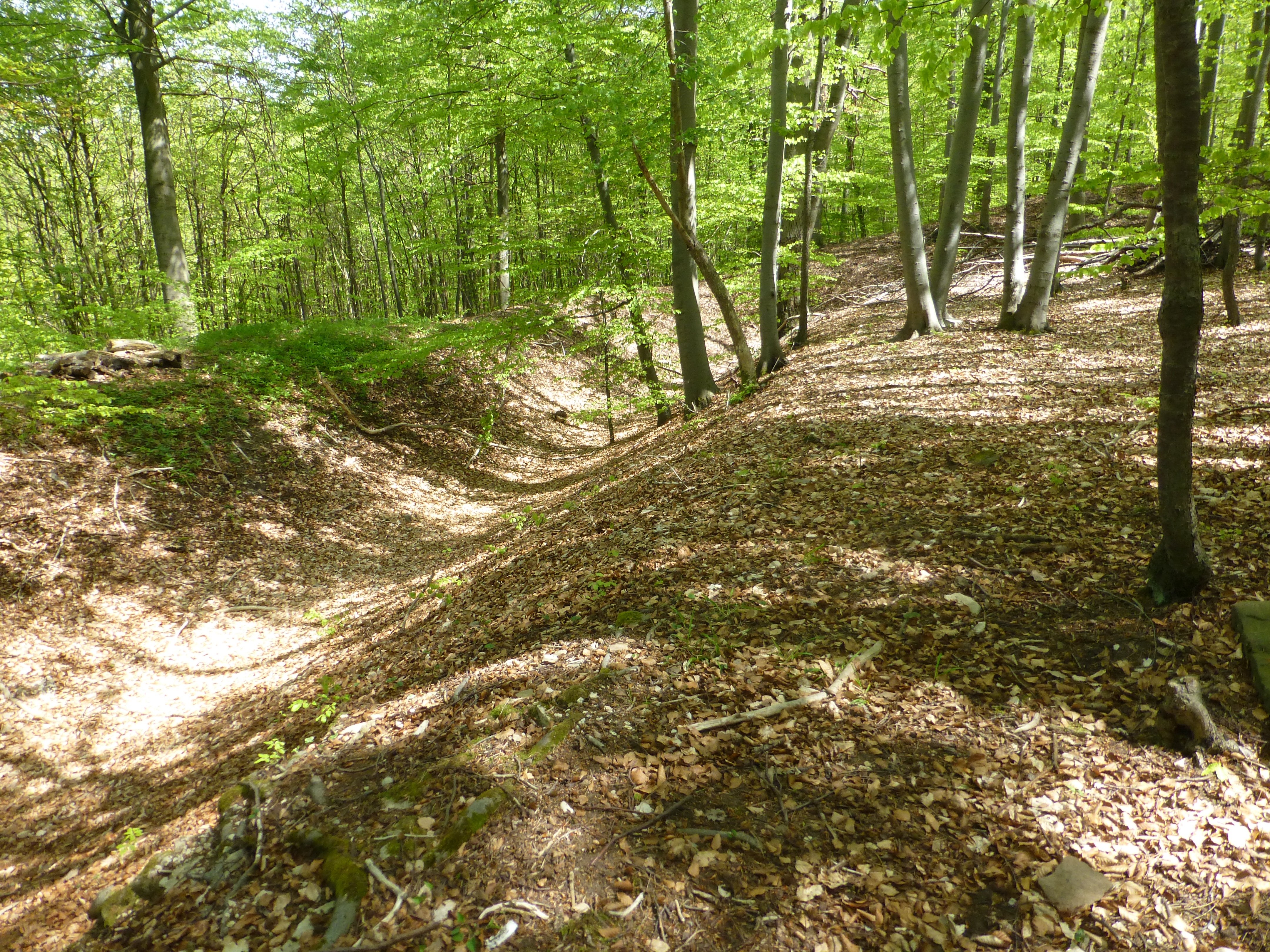
Wall- und Grabenanlage der „Alten Burg“

Etwa 400 m nordnordwestlich des Junkerkuppengipfels, in Richtung der bei Rimbach gelegenen Burgruine Hanstein, befindet sich „Die Alte Burg“. Der Burgstall (abgegangene Burg) liegt im Wald auf etwa 440 m Höhe. Dort könnte im Frühmittelalter ein Wehrbau (Fortifikation) existiert haben, worauf der Name des nahen Dorfs Bornhagen hindeutet. Ob es sich bei der Burg um eine Vorgängerburg des im Jahr 1070 erwähnten Hansteins oder eine Belagerungsburg nach Grenzstreitigkeiten mit den benachbarten hessischen Landgrafen gehandelt hat, ist nicht eindeutig belegt. 1376/77 kam es zu einer Fehde zwischen dem Landgrafen Hermann von Hessen und den Herren von Hanstein, als Lippold von Hanstein die Burg Altenstein erobert hatte. Darauf ließ der Landgraf vor dem Hanstein eine Burg errichtet, mit der er die Burg Hanstein belagern und die Burg Altenstein abriegeln konnte. Die geringen archäologischen Befunde sprechen eher für eine kurzzeitige Nutzung als Belagerungsburg. Zu finden ist noch heute eine rechtwinklig angelegte Burganlage von 30 × 26 m, umgeben mit einer Wall- und Grabenanlage nach drei Seiten und einem weiteren Graben in Richtung Rimbach sowie mehrere größere Steinblöcke auf der Burgstelle, aber keine Hinweise auf Grundmauern fester Gebäude.
In der Mitte des 14. Jahrhunderts sind nochmals Streitigkeiten zwischen den Brüdern Lippold und Werner von Hanstein um den Höheberg bekannt, die den Berg in Hege legten.

### Innerdeutsche Grenze

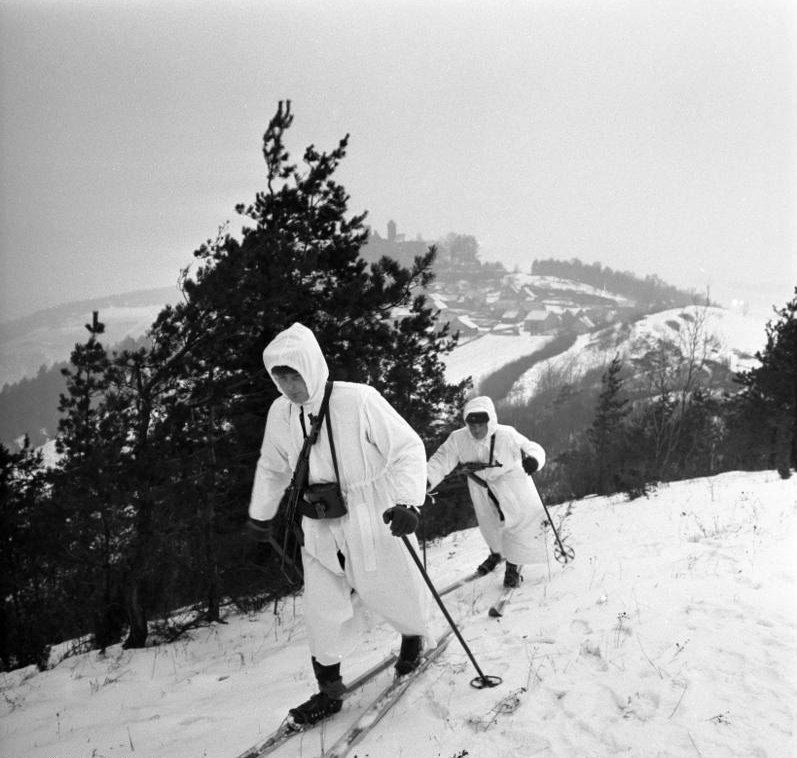
Grenzsoldaten zur Kontrolle der innerdeutschen Grenze nordwestlich des Junkerkuppengipfels mit Dorf Rimbach und Burgruine Hanstein im Hintergrund (1965)

Vorbei an der Junkerkuppe verlief rund 500 m westlich ihres Gipfels in der Zeit des Kalten Krieges (1945–1990) die innerdeutsche Grenze zwischen der Deutschen Demokratischen Republik (DDR) im Osten und der Bundesrepublik Deutschland (BRD) im Westen. Mit dem Ausbau der Grenzanlagen nach 1952 wurde eine Schneise in den Wald geschlagen und in verschiedenen Etappen die Grenzzäune und weiteren Grenzanlagen, wie dem Kolonnenweg, errichtet. Am Scherenkopf oberhalb von Lindewerra wurde ein Grenzturm gebaut, von dem der Steilabschnitt des Grenzverlaufs ins Werratal hinab beobachtet werden konnte.
Deren Verlauf im Bereich westlich der Junkerkuppe wurde nach Ende des Kalten Krieges ein Teil der Grenze der deutschen Länder Thüringen mit dem Landkreis Eichsfeld im Osten und Hessen mit dem Werra-Meißner-Kreis im Westen. Heute ist noch der Kolonnenweg in weiten Teilen erhalten und wird als Wanderweg entlang des Grünen Bandes genutzt.
Auf der Bergkuppe befand sich noch nahe der von den Grenztruppen der DDR errichteten Sperranlagen eine Funkstation des Ministeriums für Staatssicherheit (Stasi).

## Wandern und Sport
Die Junkerkuppe ist nur auf Waldwegen und -pfaden zu erreichen, beispielsweise während eines an der nahen Burgruine Hanstein, bei Lindewerra oder Rothenbach beginnenden Spaziergangs. Etwas nordöstlich vorbei am Gipfel verläuft der unter anderem auch die Teufelskanzel und die Burgruine Hanstein passierende Herkulesweg. Auch auf dem einstigen Kolonnenweg, der zur Sicherung der früher am Berg verlaufenden innerdeutschen Grenze diente, kann im Grünen Band Deutschland gewandert werden.
Vom ehemaligen Beobachtungsstandort mit dem Grenzturm, dem sogenannten „Lindewerrablick“ hat man einen Panoramablick in das Untere Werrabergland. Hier befindet sich auch ein Startplatz für Gleitschirmflieger.